# Der Puma Mann
Der Puma Mann (Originaltitel: L’uomo puma; englisch Puma-Man) ist ein italienischer Film des Regisseurs Alberto De Martino aus dem Jahr 1980.

## Handlung
Dr. Kobras findet eine goldene Azteken-Maske, mithilfe derer er die Gedanken anderer Menschen kontrollieren kann. Sein Plan ist es, die Staats- und Regierungschefs der Welt unter Kontrolle zu bekommen, um die Weltherrschaft zu erlangen. Sein erstes Opfer ist die Tochter des niederländischen Botschafters, Jane Dobson, die zuvor die Inschriften auf der Maske übersetzt hatte. Seinem Plan im Wege steht nur noch der geheimnisvolle Puma-Man, der von Außerirdischen mit übermenschlichen Kräften ausgestattete Beschützer der Maske. Kobras weiß, dass es sich um einen US-Amerikaner handelt, der im Großraum London lebt. Er setzt daraufhin seine Schergen auf alle Männer an, die auf diese Beschreibung passt; diese werden von hohen Gebäuden gestürzt und kommen dabei zu Tode. Zugleich macht sich der aztekische Priester Vadinho auf den Weg zum Puma-Man, von welchem sich herausstellt, dass er ein junger Paläontologe mit Namen Tony Farms ist. Er arbeitet am Naturkundemuseum und hat keine Ahnung von seiner Vorhersehung. Vadinho kannte bereits Tony’s Vater und überzeugt diesen von seinen Superkräften, indem er ihn aus dem dritten Stock des Gebäudes wirft. Der Puma-Man überlebt den Sturz jedoch mithilfe seiner Fähigkeiten. Diese werden durch einen magischen goldenen Gürtel noch verstärkt, den ihm Vadinho überreicht. Nachdem er den Gürtel anlegt, umgibt ihn ein Superhelden-Umhang und er erhält weitere Kräfte. Er kann nun fliegen und verfügt über Superkräfte. Zudem kann er im Dunklen sehen, sieht Gefahren voraus, kann sich an ihm bekannte Orte teleportieren und sich tot stellen.
Puma-Man gelingt es schließlich, Kobras zu stellen. Als dieser in einem Hubschrauber zu fliehen versucht, bringt Puma-Man diesen zum Absturz und Kobras kommt ums Leben. Jane steht nun nicht länger unter Gedankenkontrolle; sie und Tony verlieben sich und planen zu heiraten. Vadinho nimmt die Maske an sich und kehrt mit ihr in einem Raumschiff zu einem geheimen Tempel in den Anden zurück.

## Erstaufführungen
- Italien 14. Februar 1980
- Deutschland 29. Mai 1981

## Kritik
Das Lexikon des internationalen Films schrieb von einem „billige[n] Abklatsch des Superman-Genres“.

## Hintergrund
Der Film wurde 1998 in einer Episode der Comedy-Fernsehserie Mystery Science Theater 3000 gezeigt, in der sich über B-Movies lustig gemacht wird.

## Rezeption
Die Internet Movie Database führte den Film 2012 in der Liste der 100 schlechtesten Filme.